# 2005 TN53
2005 TN53 est un astéroïde troyen de Neptune découvert, le 7 octobre 2005, par les astronomes américains Scott S. Sheppard et Chadwick A. Trujillo à l'observatoire de Las Campanas,. Il a la même période orbitale que Neptune et orbite au point de Lagrange L4 de Neptune
. Il a une inclinaison de 25 degrés.